# Campionato italiano Para Ice Hockey 2023-2024
Il Campionato italiano Para Ice Hockey 2023-2024 è la ventesima edizione di questo torneo organizzato dalla Federazione Italiana Sport del Ghiaccio, la sesta con la nuova denominazione dello sport (Para Ice Hockey in luogo di Ice Sledge Hockey) voluta dal Comitato Paralimpico Internazionale.

## Formula
Sono rimaste tre le squadre iscritte, le stesse della stagione precedente: 
- Armata Brancaleone
- South-Tyrol Eagles
- Tori Seduti

È invece cambiata la formula: durante la stagione saranno disputati sei triangolari, ospitati a turno dalle tre squadre.
Le prime due classificate al termine della stagione regolare si giocheranno il titolo italiano in una serie al meglio dei tre incontri.
Al fine di rendere più equilibrate le squadre, come nella stagione precedente è previsto che una società possa concedere propri giocatori ad un'altra società, con la modalità del doppio utilizzo, semplificata rispetto ad un prestito. In particolare, i Tori Seduti potranno concedere giocatori all'Armata Brancaleone e viceversa, mentre le South-Tyrol Eagles potranno concedere propri giocatori ad entrambe le altre due squadre.

## Regular season

### Incontri
|  | 1ª giornata                             | a Torino   |
|  | 14 ott. 2023                            |            |
|  | Tori Seduti - Armata Brancaleone        | 4-3 d.t.s. |
|  | Armata Brancaleone - South Tyrol Eagles | 1-8        |
|  | 15 ott. 2023                            |            |
|  | Tori Seduti - South Tyrol Eagles        | 1-4        |

|  | 3ª giornata                             | a Egna |
|  | 13 gen. 2024                            |        |
|  | South Tyrol Eagles - Armata Brancaleone | 4-1    |
|  | Armata Brancaleone - Tori Seduti        | 8-2    |
|  | 14 gen. 2024                            |        |
|  | South Tyrol Eagles - Tori Seduti        | 6-1    |

|  | 5ª giornata                             | a Varese  |
|  | 16 mar. 2024                            |           |
|  | Armata Brancaleone - Tori Seduti        | 5-0       |
|  | Tori Seduti - South Tyrol Eagles        | annullata |
|  | 17 mar. 2024                            |           |
|  | Armata Brancaleone - South Tyrol Eagles | annullata |

|  | 2ª giornata                             | a Varese |
|  | 4 nov. 2023                             |          |
|  | Armata Brancaleone - Tori Seduti        | 1-5      |
|  | Tori Seduti - South Tyrol Eagles        | 1-5      |
|  | 5 nov. 2023                             |          |
|  | Armata Brancaleone - South Tyrol Eagles | 1-6      |

|  | 4ª giornata                             | a Torre Pellice |
|  | 10 feb. 2024                            |                 |
|  | Tori Seduti - Armata Brancaleone        | 5-7             |
|  | Armata Brancaleone - South Tyrol Eagles | 2-8             |
|  | 11 feb. 2024                            |                 |
|  | Tori Seduti - South Tyrol Eagles        | 2-8             |

### Classifica
| Pos | Squadra            | G | V | VS | PS | P | GF | GS | DG  | Pt | Risultato               |
| --- | ------------------ | - | - | -- | -- | - | -- | -- | --- | -- | ----------------------- |
| 1   | South-Tyrol Eagles | 8 | 8 | 0  | 0  | 0 | 49 | 10 | +39 | 24 | Qualificate alla finale |
| 2   | Armata Brancaleone | 9 | 3 | 0  | 1  | 5 | 29 | 42 | −13 | 10 | Qualificate alla finale |
| 3   | Tori Seduti        | 9 | 1 | 1  | 0  | 7 | 21 | 47 | −26 | 5  |                         |

## Play-off

### Tabellone
|  | Finale |                    |                    |   |   |  |
|  |        |                    |                    |   |   |  |
|  | 1      | South-Tyrol Eagles | South-Tyrol Eagles | 3 | 5 |  |
|  | 2      | Armata Brancaleone | Armata Brancaleone | 0 | 4 |  |

### Incontri
| Arbitri: | Simone Soraperra Luca Grisenti |

|                                                                                     |           |  |
| Larch (Depaoli, Enderle) 20:12 Winkler (Remotti Marnini) 37:50 Depaoli (Rosa) 38:17 | Marcatori |  |

| Arbitri: | Alessio Bedana Luca Grisenti |

| |           | |
| Larch (Depaoli) 1:54 Enderle (Larch) 19:08 Depaoli (Planker) 25:50 Larch (Enderle) 26:24 Torella (Kafmann) 27:49 | Marcatori | 14:56 Macrì (Antochi, Lanza) 16:39 Macrì (Landeros) 25:22 Macrì (Landeros) 33:11 Radice (Andreoni, Landeros) |

Le South-Tyrol Eagles vincono il loro sedicesimo titolo italiano, undicesimo consecutivo.